# Dissotis decumbens
Dissotis decumbens är en tvåhjärtbladig växtart som först beskrevs av Ambroise Marie François Joseph Palisot de Beauvois, och fick sitt nu gällande namn av José Jéronimo Triana. Dissotis decumbens ingår i släktet Dissotis och familjen Melastomataceae. Inga underarter finns listade i Catalogue of Life.